# 徐必進
徐必進（1530年—？），字以正，號鏡川，直隸廬州府六安州人，民籍，明朝政治人物。

## 生平
嘉靖三十四年乙卯科（1555年）應天府鄉試第二十五名舉人。嘉靖三十五年（1556年）中式丙辰科會試第一百八十名，三甲第八十三名進士。都察院观政，授福建福州府推官，三十八年升南京刑部主事，四十年升员外，四十一年升郎中，四十四年升浙江嘉兴府知府，隆慶四年（1570年）三月升福建按察司副使，五年正月以贪酷被御史按问追赃。

## 家族
曾祖徐鑑；祖父徐珊，壽官；父徐立，監生封南京刑部郎中。母湯氏，贈安人；繼母潘氏，封太安人。